# Кирило (Терлецький)
Кири́ло Терле́цький гербу Сас (пол. Cyryl Terlecki herbu Sas) (бл. 1540/1550 — травень 1607 рр.) — релігійний діяч XVI століття, ієрарх Київської митрополії. З 1575 — єпископ Пінський і Турівський, з 17 вересня 1586  — єпископ Луцький та Острозький. Один з організаторів Берестейської унії 1596 року.

## Біографічні відомості
Походив зі шляхетського роду, корені якого з села Терло на Самбірщині. Ще на початку XVI ст. згадується Сенько з Терла, який у 1507 р. домігся підтвердження привілею від 1415 року, а у 1508 році отримав церковну маєтність у Дрогобичі, започаткувавши в місті спадковий рід священиків Терлецьких, які посідали уряд в головній святині Дрогобича — церкві Св. Юрія. Вихідці із цього роду займали високі церковні становища. Зокрема, в першій половині XVI ст. православними перемишльськими єпископами були Лаврентій (1529—1549 рр.) та Арсеній Терлецькі.
У 60-х роках XVI ст. був протопопом православної замкової церкви св. Дмитра у Пінську.
1572 р. помер тодішній Турово-Пінський православний єпископ Андрій Русин-Берестецький. К. Терлецький (тоді вдівець, міг прийняти чернечий постриг) почав боротьбу за Турово-Пінську кафедру. 1575 р. в період безкоролів'я отримав грамоту на Турово-Пінську православну єпархію (8 червня 1576 р. Рада Великого князівства Литовського погодила його кандидатуру на Турово-Пінську кафедру). Король Стефан Баторій підтвердив його номінацію великокняжою Радою і видав йому привілей на Турово-Пінську кафедру.
К. Терлецького підтримував князь Костянтин Василь Острозький, який мав земельні володіння на Пінщині. Ставши єпископом, вимагав дотримання прав і привілеїв духовенства, збирав документи з історичного минулого свого єпископства, уклав єпархіальний архів. Значну увагу приділяв зміцненню економічного становища церкви. Сприяв побудові храму св. Духа у Пінську, опікувався убогими. Все це ніяк не заважало йому розширювати свої особисті володіння. Під час свого управління Турово-Пінською єпархією неодноразово попадав в конфлікти з місцевою шляхтою, провів ряд судових процесів за церковні маєтки, організував кілька озброєних наїздів на маєтки своїх противників.
1585 р. помер луцько-острозький православний єпископ Йона Борзобагатий-Красенський. В травні 1585 року король Стефан Баторій призначив К. Терлецького єпископом Луцьким і Острозьким, що зробило його впливовою особою на Волині (Луцька єпархія володіла бл. 40 церковними маєтками, в тому числі чотирма містечками). В серпні 1589 р. (за іншими даними в 1585 р.) Константинопольський патріарх Єремія II призначив К. Терлецького своїм екзархом в Речі Посполитій — першим з українських єпископів.
20–22 квітня 1591 року, перед Пасхою, гайдуки луцького старости, католика (спочатку православного) Олександра Семашка обстріляли кафедральний собор Івана Богослова. Єпископа К. Терлецького сам староста затримав в замку 20 квітня на 2 доби та не дозволив провести службу.

## Церковна кар'єра
- 1575–1585 рр. — Турово-Пінський православний єпископ.
- 1585–1596 рр. — Луцько-Острозький православний єпископ.
- 1596–1607 рр. — Луцько-Острозький унійний єпископ.

## Унія
Занепад православної церкви на землях Речі Посполитої спонукали К. Терлецького та інших єпископів до пошуку шляхів зближення з католицькою церквою. У червні 1590 р. на з'їзді православних єпископів у Белзі К. Терлецький разом з іншими єпископами (зокрема, Гедеоном Балабаном) вперше порушив питання про необхідність об'єднання православної і католицької церков. 1594 р. на з'їзді у Сокалі К. Терлецький отримав доручення провести переговори про укладення майбутньої унії. Разом з єпископом Володимирським Іпатієм Потієм вів таємні перемовини з апостольським нунцієм Германусом Маласпіною і представниками королівського двору у справі організації об'єднавчого собору. У червні 1595 р. учасники собору в Бересті ухвалили тексти звернень до польського короля Сиґізмунда III Вази та Римського папи Климентія VIII, і вирішили послати делегацію у складі К. Терлецького та Іпатія Потія до Риму. Після цього вчинку його стосунки з князем Костянтином Василем Острозьким остаточно було зіпсовано. Невдовзі останній «замовив» братів Терлецьких, родичів єпископа, своїм довіреним особам — Дем'яну та Северину Наливайкам, котрі разом з повстанцями пограбували скарбниці братів-греко-католиків — Яроша в Отовчичах, та Кирила в Пінську. Брав участь у Берестейському соборі 9 жовтня 1596 року, де було урочисто проголошено укладення церковної унії Київської православної митрополії з католицькою церквою. На соборі частина православних єпископів, що не прийняли унії, позбавила К. Терлецького сану, але той отримав від короля Сигізмунда III Вази особливу охоронну грамоту, а 1598 року одержав від короля Жидичинську архимандрію (лютий 1597 р.) (так і не зміг ним заволодіти) та Кобринський Спаський монастир з усіма належними тому маєтками (30.05.1596 р.).
Після підписання унії продовжував вести попередній спосіб життя: вів бурхливе життя багатого магната. Київський митрополит Михайло Рагоза називав його «райський змій і хитрий лис».
Був похований у Луцькому катедральному соборі.

## Власність, конфлікти через неї
Мав конфлікти:
- з луцьким старостою Олександром Семашком, який нападав на його маєтки, села, які належали церкві.[5]
- з Василем Єло-Малинським, який разом з князем Костянтином Василем Острозьким здійснили спільний «наїзд» на його маєтки у Глуській (Новомалинській) волості[6]

## Оцінка діяльності
При житті його різко критикував у своєму творі «Тренос» Мелетій Смотрицький. Зокрема, за твердженням книг радянського періоду, звинувачував у причетності до вбивства луцького православного священика Стефана Добрянського та маляра Пилипа, двоєженстві, «мешканню в чужолозтві з братовою роженою», порушенні посту, зносинах з кримінальниками, фальшуванні червоних злотих. Також у К. Терлецького від хвороби згнив ніс.